# Rivetina rhombicollis
Rivetina rhombicollis es una especie de mantis de la familia Mantidae.

## Distribución geográfica
Se encuentra en Afganistán Irán y Pakistán.